# Bagnet na broń (film)
Bagnet na broń (oryg. Fixed Bayonets!) – amerykański film fabularny z 1951 roku, który wyreżyserował Samuel Fuller. Akcja ma miejsce podczas wojny koreańskiej. Film powstał na podstawie opowiadania Johna Brophy’ego.
Epizod w filmie zagrał aktor James Dean.

## Fabuła
Film opowiada o amerykańskim plutonie podczas wojny w Korei. Żołnierze muszą stawić czoła zarówno nieprzyjacielowi, jak i surowej zimie. Kapral Denno (Richard Basehart) jest członkiem 48-osobowego oddziału, którego zadaniem jest osłona ruszającej do odwrotu dywizji.
W krwawych walkach giną wszyscy przełożeni kaprala, a on sam, pomimo swojej niechęci, musi wziąć odpowiedzialność za dalsze losy towarzyszy broni.  

## Obsada

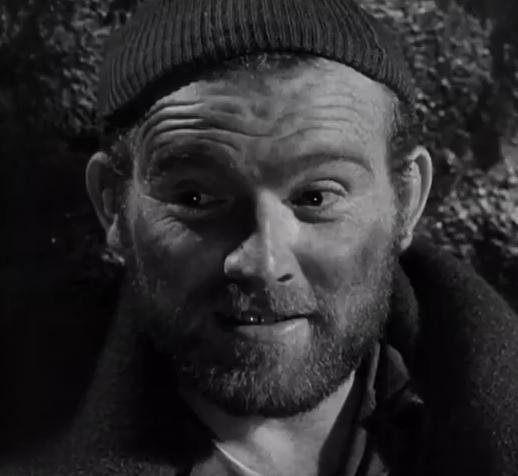
Gene Evans w filmie Bagnet na broń (zwiastun)

- Michael O’Shea jako sierżant Lonergan
- Gene Evans jako sierżant Rock
- Richard Basehart jako kapral Denno
- Skip Homeier jako Whitey
- Craig Hill jako porucznik Gibbs
- Richard Hylton jako lekarz John Wheeler